# Cantó de Lunéville-Nord
El cantó de Lunéville-Nord és un cantó francès del departament de Meurthe i Mosel·la, situat al districte de Lunéville. Té 19 municipis i el cap és Lunéville.

## Municipis
- Anthelupt
- Bauzemont
- Bienville-la-Petite
- Bonviller
- Courbesseaux
- Crévic
- Deuxville
- Drouville
- Einville-au-Jard
- Flainval
- Hoëville
- Hudiviller
- Lunéville (part)
- Maixe
- Raville-sur-Sânon
- Serres
- Sommerviller
- Valhey
- Vitrimont

## Història
| Data d'elecció                           | Identitat           | Partit                       | Qualitat |
| ---------------------------------------- | ------------------- | ---------------------------- | -------- |
| 1945-1949                                | M. Mancel           | PRL                          |          |
| 1949-1979                                | Jean Bichat         | MRP, després RI, després UDF |          |
| 1979-1992                                | René Haby           | UDF                          |          |
| 1992-199.                                | André Morel         | UDF                          |          |
| 199.-2004                                | Alain Verdenal      | Divers droite                |          |
| 2004-2011                                | Philippe Fleurentin | PS, després Divers gauche    |          |
| 2011-                                    | Grégory Grandjean   | PS                           |          |
| les dades anteriors no són pas conegudes |                     |                              |          |
|                                          |                     |                              |          |